# Carmela Combe
Pour les articles homonymes, voir Combe (homonymie) et Bardi (homonymie).
Carmela Combe Thomsonou Carmela Bardi, née en 1898, morte le 10 mai 1984, est la première femme aviatrice péruvienne et la deuxième Péruvienne à obtenir un permis de conduire.

## Biographie
Carmela Combe naît en 1898 au Pérou. Elle est précoce en matière de véhicules, et apprend à conduire une voiture à 14 ans, devenant la deuxième femme de son pays à obtenir un permis,. En 1920, elle commence son apprentissage d'aviatrice à la Compagnie nationale d'aéronautique de Lima, une école appartenant à la Curtiss Airplane Company, qui avait son aérodrome dans le district de Bellavista.
À 20 ans, après avoir terminé son cours d'aviation, elle s'inscrit à l'École d'aviation civile de Bellavista, où elle est l'élève du pilote américain Lloyd R. Moore. En plus de ses vols, elle a une autre passion, la course automobile, avec les compétitions en voiture et en moto.
Le 6 mai 1921, après quatre heures d'instruction et malgré les objections de ses collègues masculins, Carmela Combe effectue son premier vol en solitaire, aux commandes d'un Curtiss Oriole,.
Sa carrière dans l'aviation aurait pu être très courte. Le 9 juillet suivant, après avoir transporté de l'argent pour payer les salaires des ouvriers agricoles de San Vicente de Cañete, elle doit effectuer un atterrissage d'urgence à Chorrillos en raison d'une panne de moteur. La défaillance mécanique a été causée par l'utilisation d'essence ordinaire au lieu d'un carburant spécial à 100 octane. L'incident est rapporté par El Comercio qui indique que « le pilote Moore et Mlle Carmela Combe tombent de haute altitude. Les passagers n'ont pas été blessés ». L'impact de cet atterrissage affecte sa colonne vertébrale, ce qui lui provoque une douleur chronique et une surdité. Malgré cela, elle est restée déterminée à continuer de voler.
Elle emprunte de l'argent à ses parents pour acheter un biplan Curtiss. Cependant, quelques mois plus tard, son appareil s'écrase à Ancash, tuant le pilote Emilio Romance, à qui elle l'avait prêté pour transporter des marchandises. Cela a alarmé sa mère, qui l'a suppliée d'arrêter de voler. Mais Carmela Combe n'abandonne pas et en 1922, elle obtient sa licence de pilote d'Elmer J. Faucett, le fondateur de la compagnie aérienne Faucett Perú,. Elle se rend en France, où elle épouse Julio Bardi, et elle peut voler aux côtés du célèbre pilote français Marcel Doret. En 1932, elle prend sa retraite de l'aviation.
Elle écrit alors sur les questions sociales pour le magazine Mundial sous le pseudonyme « Marisabidilla. »
Carmela Combe reçoit deux prix pour ses réussites dans l'aviation. Le 27 septembre 1960, l'armée de l'air péruvienne lui décerne la Croix péruvienne du mérite aéronautique pour être une pionnière de l'aviation civile,. Vingt-deux ans plus tard, le 27 septembre 1982, le ministère de l'Aéronautique lui a décerné la médaille du mérite Jorge Chávez Dartnell pour sa contribution au développement de l'aviation civile.
Carmela Combe meurt le 10 mai 1984, des suites d'une longue maladie.

## Sources
- (en) Cet article est partiellement ou en totalité issu de l’article de Wikipédia en anglais intitulé « Carmela Combe » (voir la liste des auteurs).